# Coppa Jianqiao
La Coppa Jianqiao o Coppa Xianye (建桥杯女子围棋公开赛S) è una competizione goistica cinese, riservata alle professioniste.

## Formato
Dalla prima edizione, disputata nel 2003, e fino alla diciassettesima edizione (2019) è stata organizzata dal gruppo Jianqiao; dopo la pausa per il Covid, l'organizzazione è passata alla Federazione cinese in collaborazione con la Federazione di Singapore e con l'Istituto Jianqiao di Shanghai.
Il formato ha sempre previsto un torneo a eliminazione diretta con finale al meglio dei tre incontri; vi hanno partecipato 16 goiste fino alla quindicesima edizione, mentre dalla successiva il numero delle partecipanti è stato portato a 32. Fino alla sesta edizione era anche prevista la finale per il terzo e quarto posto. Il tempo a disposizione è di 2 ore, con 5 byo-yomi di 1 minuto.
Il premio per la vincitrice era di 30.000 yuan nella prima e seconda edizione, 100.000 yuan fino alla sesta edizione, 150.000 fino alla nona edizione, 200.000 fino alla dodicesima edizione, 250.000 fino alla quindicesima edizione, e 300.000 (e 120.000 per la seconda) dalla sedicesima in poi.

## Albo d'oro

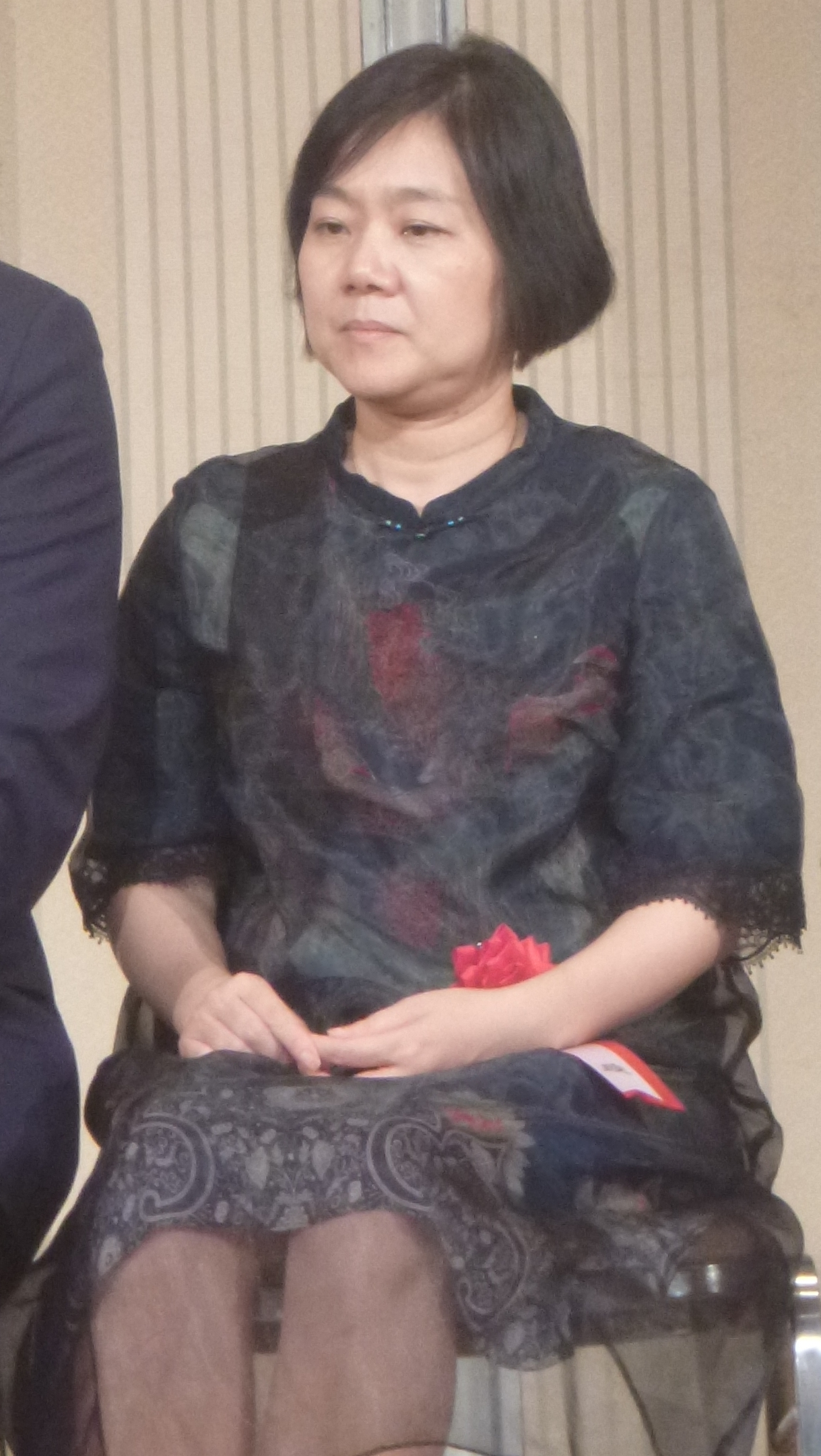
Zhang Xuan detiene il primato per maggior numero di edizioni vinte (5)

| Anno | Edizione      | Vincitrice    | Punteggio     | Seconda classificata |
| ---- | ------------- | ------------- | ------------- | -------------------- |
| 2003 | 1             | Zhang Xuan    | 2–0           | Huang Jia            |
| 2004 | 2             | Zhang Xuan    | 2–1           | Zheng Yan            |
| 2005 | 3             | Zhang Xuan    | 2–0           | Zheng Yan            |
| 2006 | 4             | Zhang Xuan    | 2–0           | Lu Jia               |
| 2007 | 5             | Zheng Yan     | 2–0           | Wang Xiangyun        |
| 2008 | 6             | Lu Jia        | 2–1           | Wang Xiangyun        |
| 2009 | 7             | Lu Jia        | 2–1           | Zheng Yan            |
| 2010 | 8             | Wang Xiangyun | 2–1           | Tang Yi              |
| 2011 | 9             | Zhang Xuan    | 2–0           | Cao Youyin           |
| 2012 | 10            | Wang Chenxing | 2–1           | Rui Naiwei           |
| 2013 | 11            | Rui Naiwei    | 2–0           | Wang Chenxing        |
| 2014 | 12            | Cao Youyin    | 2–1           | Chen Yiming          |
| 2015 | 13            | Yu Zhiying    | 2–1           | Wang Shuang          |
| 2016 | 14            | Lu Jia        | 2–1           | Li He                |
| 2017 | 15            | Rui Naiwei    | 2–0           | Yin Qu               |
| 2018 | 16            | Wang Chenxing | 2–0           | Cai Bihan            |
| 2019 | 17            | Wang Shuang   | 2–0           | Pan Yang             |
| 2020 | non disputata | non disputata | non disputata | non disputata        |
| 2021 | 18            | Zhou Hongyu   | 2–0           | Zhao Yifei           |
| 2022 | non disputata | non disputata | non disputata | non disputata        |
| 2023 | 19            | Li He         | 2–0           | Wang Chenxing        |